# Next (album)
Next jest piątym albumem zespołu Sevendust.

## Lista utworów
1. "Hero"
2. "Ugly"
3. "Pieces"
4. "Silence"
5. "This Life"
6. "Failure"
7. "See and Believe"
8. "The Last Song"
9. "Desertion"
10. "Never"
11. "Shadows in Red"